# クロバイ
クロバイ（黒灰、学名：Symplocos prunifolia）はハイノキ科ハイノキ属の常緑小高木。（シノニムS. sumuntia）。別名、トチシバ、ソメシバ、ハイノキ。

## 特徴
高さは10mほど、幹の太さは30cmを超えることもある。幹は灰褐色から黒褐色。
葉は枝に互生、楕円形から長楕円形、長さ4-8cm、幅2-3cm。先端は少し先に突き出し、縁には低い波状の鋸歯画である。葉質はやや厚くて革質、深緑色で強い光沢がある。形はハイノキに似るが、枝が太く葉は密で、葉質も厚く、色が濃い。両面ともに無毛、表面はほぼ平らで、裏面では主脈がやや盛り上がっている。
花期は4〜5月頃で、白い小花を総状花序に多数つける。枝先から多数の花序を出し、また背景となる葉が密でとても濃い緑であるため、非常によく目立ち、遠くからでも目を引く。
果実は狭卵形で長さ6-7mm、熟すると黒くなる。

### 名前の由来
黒い灰の木の意味である。黒は樹皮の色を指す。本種の枝葉を焼いて灰を取り、胚汁を作るのに使われた。ハイノキはこのために使われておらず、本種こそその名で呼ぶべきと牧野は述べている。なお、別名のソメシバは染め柴のことで、この葉を乾かすと黄色になり、菓子等を染めるのに使われたためである。トチシバという名もあるが、意味は不明とのこと。

## 分布
本州関東以西、四国、九州、沖縄、済洲島に分布する。

## 利用
木灰が媒染剤として利用された。